# パール・ラースロー
パール・ラースロー（Paál László、1846年7月30日 - 1879年3月4日）はハンガリーの風景画家である。ウィーンなどで学んだ後、1873年からバルビゾン派の画家の一人として活動したが32歳で病没した。

## 経歴
現在のルーマニア、フネドアラ県のZámに生まれた。父親は郵便局長で、家族は各地をしばしば転居した。アラドで、画家のボーム・パール(Böhm Pál)に絵を学んだ。1864年に父親の希望で、法律を学ぶためにウィーンに移ったが、美術に転じウィーン美術アカデミーで学び、1866年に風景画家のアルベルト・ツィンマーマンの弟子になった。1869年にミュンヘンの展覧会に出展し、フランスの「バルビゾン派」の画家たちと知り合うことになった。
1870年に学生仲間のオイゲン・イェッテル(Eugen Jettel:1845-1901)とオランダを旅し、その年の終わりに古いハンガリーの友人ムンカーチ・ミハーイが学んでいたデュッセルドルフ美術アカデミーに入学した。その後、ロンドンの画商の招きでイギリスに渡り、イギリスを代表する風景画家のジョン・コンスタブルの作品から影響を受けた。
1873年からフランスに住み、バルビゾン派の画家の一人として活動し、サロン・ド・パリに毎年出展するようになり、1878年のパリ万国博覧会の展覧会ではメダルを受賞した。この頃には、おそらく結核と思われる病気が悪化し、シャラントン＝ル＝ポンの自宅の事故で重傷を負い。回復することなく1879年の春に死去した。32歳だった。

## 作品

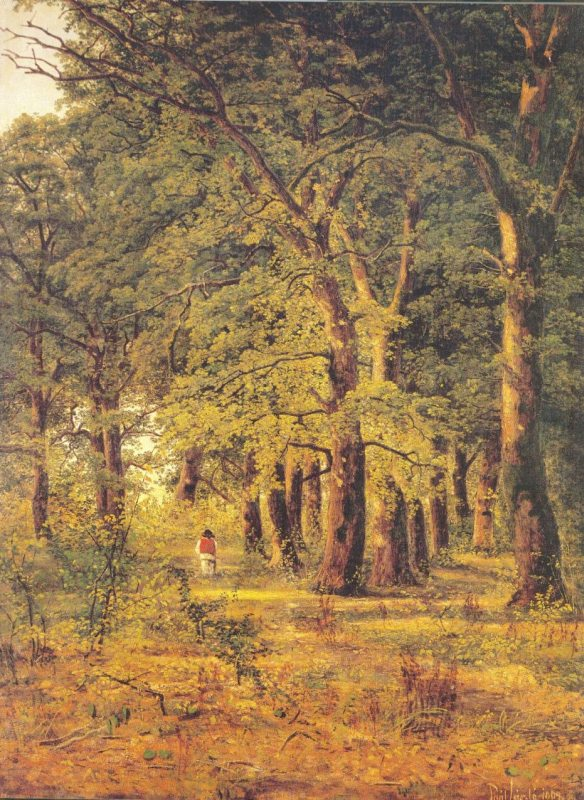
(1869)
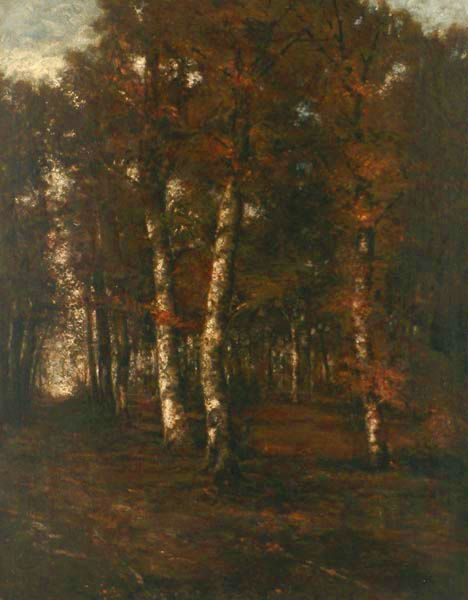
フォンテンブローの森 (1873)
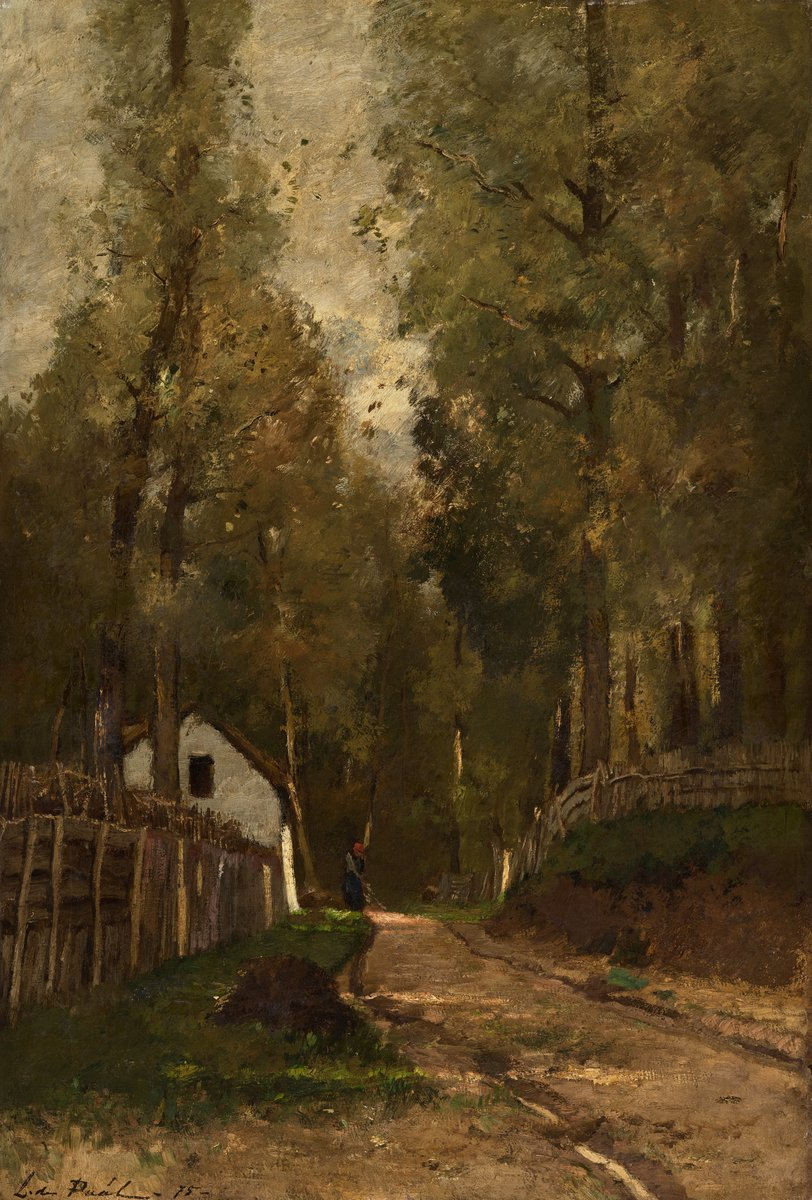
森の朝 (1875)
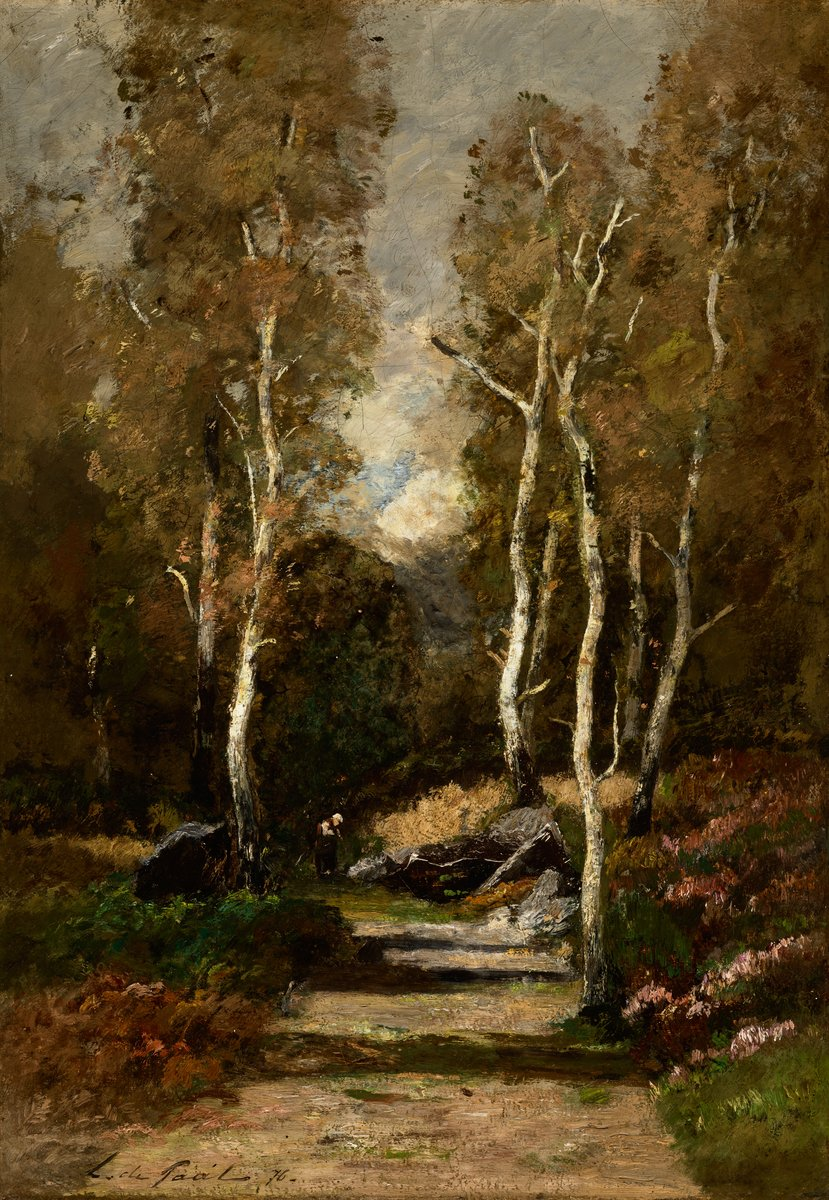
森の小道（1876）

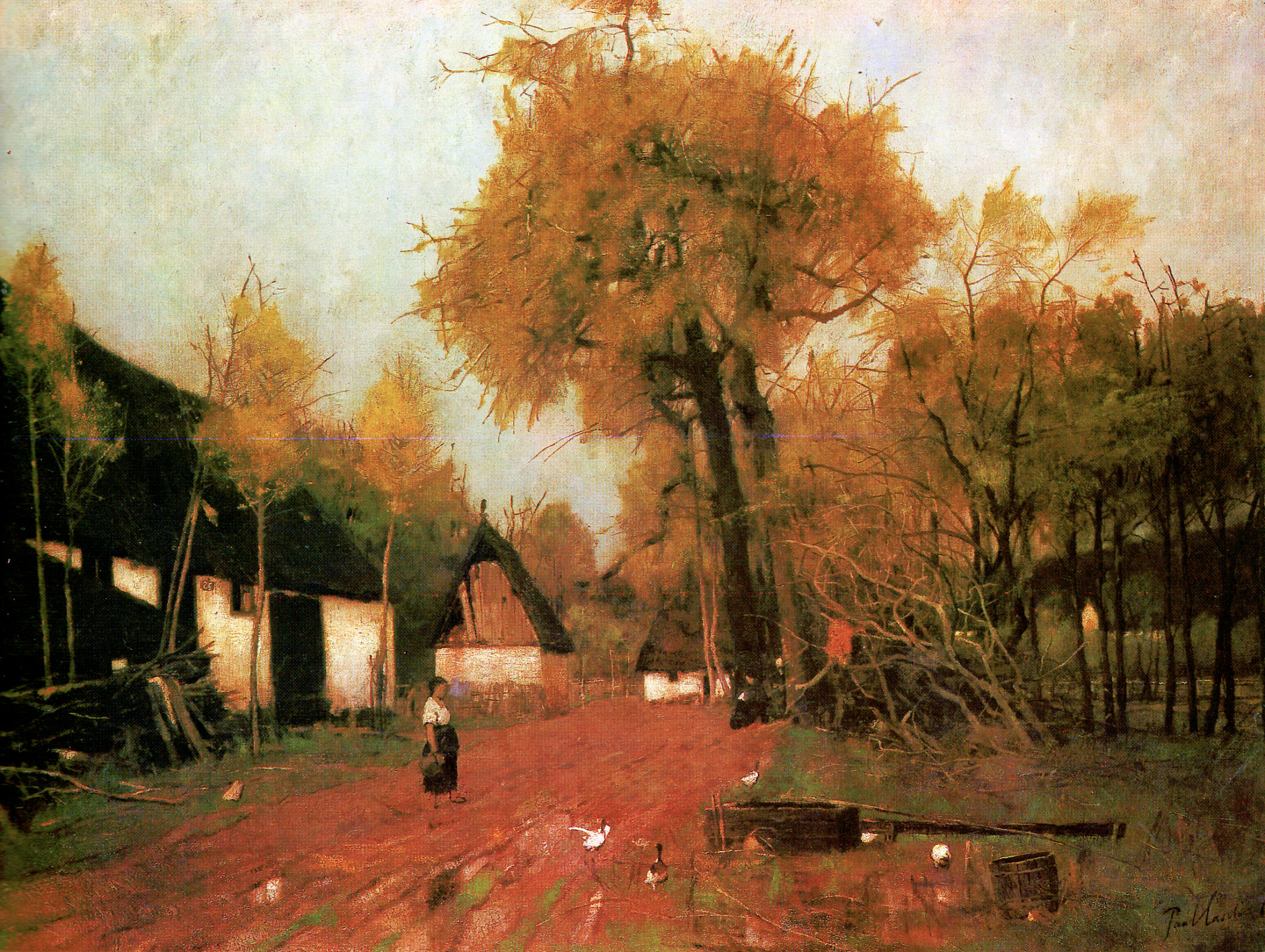
La Route de Berzov (1871)
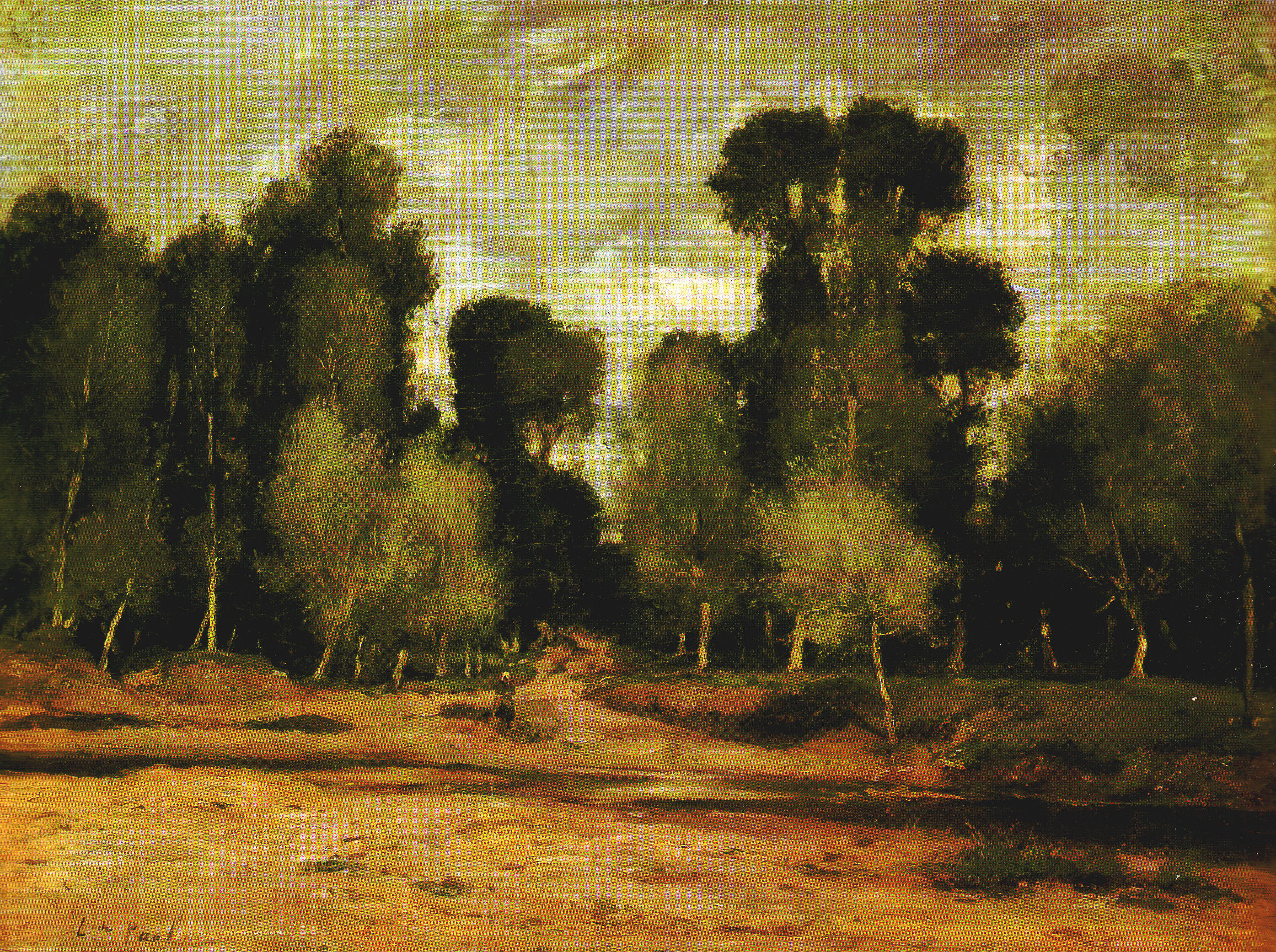
森のはずれ（1876）
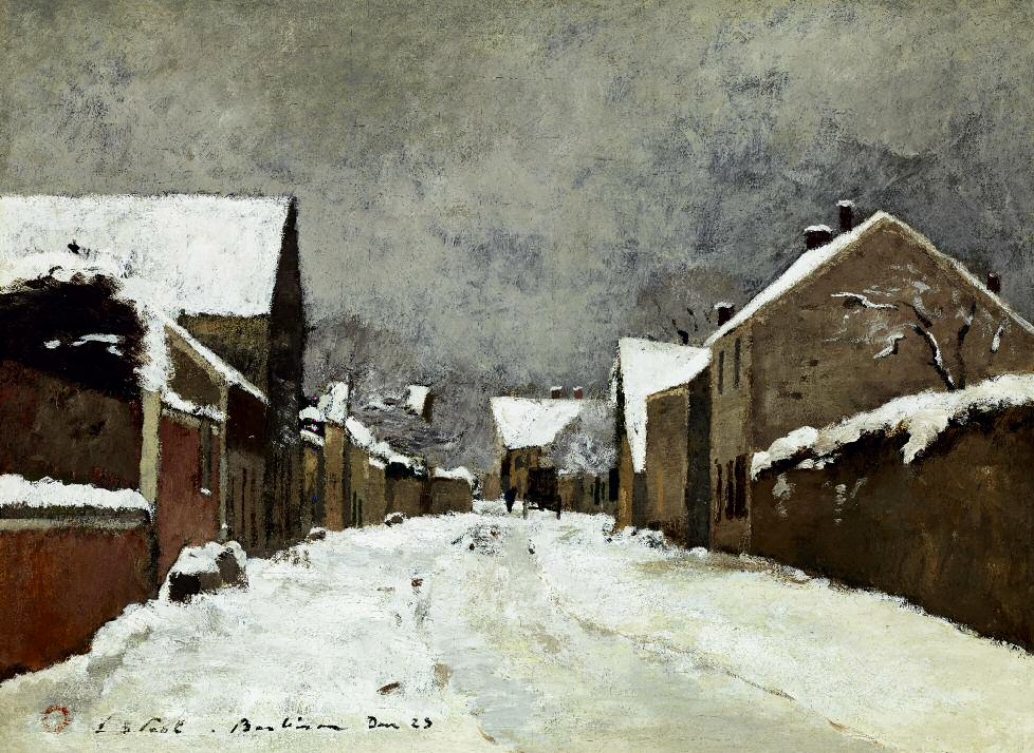
雪のバルビゾンの村

## 関連書籍
- Götz Czymmek (ed.): Landschaft im Licht. Impressionistische Malerei in Europa und Nordamerika 1860–1910. Exhibition catalog from the Wallraf-Richartz Museum, Cologne, and the Kunsthaus Zürich, 1990
- Bényi László, Paál László (album), 2nd revised edition. Budapest : Képzőművészeti, 1983. ISBN 963-336-320-9
- Magyar nagylexikon XIV. (Nyl–Pom). Budapest 2002. ISBN 963-92571-1-7